# 이천시 (1996년 선거구)
이천시는 대한민국의 옛 국회의원 선거구이다. 당시 경기도 이천시 지역을 관할했다.

## 역사
1996년 3월 1일을 기해 이천군이 이천시로 승격되었다. 이에 대한민국 제15대 국회의원 선거를 앞두고 이천군 선거구가 이천시 선거구로 개편되었다. 
대한민국 제17대 국회의원 선거를 앞두고 이천시의 인구 하한선 미달로 인해 여주군 선거구와 통합되어 이천시·여주군 선거구를 형성하게 됨에 따라 폐지되었다.

## 역대 국회의원
| 선거   | 정당 | 정당         | 의원   |
| ------ | ---- | ------------ | ------ |
| 1996년 |      | 통합민주당   | 황규선 |
| 2000년 |      | 새천년민주당 | 이희규 |

## 역대 선거 결과

### 대한민국 제15대 국회의원 선거
|  | 32.25% |

|  | 24.29% |

|  | 23.93% |

|  | 11.05% |

|  | 8.45% |

### 대한민국 제16대 국회의원 선거
|  | 44.75% |

|  | 34.50% |

|  | 15.99% |

|  | 4.75% |